# Number 13
Number 13 é um filme mudo britânico de 1922, do gênero suspense, dirigido por Alfred Hitchcock, em sua estreia como diretor.
Após o fim da produção, o roteiro foi perdido, e as cenas foram esquecidas, ou provavelmente destruídas pela distribuidora do filme, a Gainsborough Pictures, a fim de obter nitrato de prata. Apenas algumas fotomontagens foram restauradas.[carece de fontes?]